# TIPSTAR
TIPSTAR（ティップスター）は、MIXIが運営しているスマートフォン用の競輪・オートレースのインターネット投票アプリケーションである。かつてはその運営会社名でもあった。

## 概要
TIPSTARの名称の由来は、英語で予想屋を示す単語Tipsterをもじったものになっており、誰でも予想屋として予想を公開でき、その中で有名になっていくユーザーすなわちTIPSTARになれる、という意味が込められている。
2019年に「チャリ・ロト」を子会社化したミクシィ（現・MIXI）が、同年に新たに競輪・オートレースのスマートフォン用インターネット投票アプリを運営する会社として、株式会社tipstarを設立し投票アプリ「TIPSTAR」は2020年6月より運営開始した。2022年1月までに、アプリTIPSTARの運営はMIXI社に移っている。
全国全ての競輪・オートレース場に対応している。ほとんどの場においてはチャリ・ロト社からの再委託として発売。PIST6についてはJPF及び（株）PIST6からの再委託で投票券を発売している。
MIXIとしては、50代以上男性をメインターゲットとしている「チャリ・ロト」に対し、「TIPSTAR」は40代以下の男女をターゲットとすることで棲み分けがなされている。

## 他の競輪・オートレース投票システムと異なる点

### 投票方法
TIPSTARでは、既存の各個別レースの車券（枠番・車番の2連勝複式=ワイド含む・2連勝単式、車番の3連勝複式・3連勝単式・単勝式）を発売している。したがって他の競輪投票システムと異なり、重勝式車券は購入できない。
PIST6の車券購入・払い戻しについて、既存競輪の投票プラットフォームで唯一取り扱っている（PIST6公式投票サービスでも購入できるが、それでは既存競輪の投票ができない）。したがって既存・PIST6を合わせた全国43場全ての競輪レースに対応している唯一のプラットフォームである。
本サービスでは、入金した資金は「TIPマネー」というサービス内通貨に変換され、これを使って車券を投票する。そこで的中した場合、「払戻金」にそれがストックされる。これについて、銀行口座に振り込めば現金化が可能。払戻金を再びTIPマネーに変換することもできる。
また、無料の「TIPメダル」でも実際のレースに賭けることができる。TIPメダルは毎日のログインボーナスや1時間一定回数のCM視聴で得ることができる。TIPメダルは日間・週間など定められた期間のみ有効で、期間終了時に一定の条件を満たす（一定メダル数で山分け獲得、一定メダル数で抽選権獲得、全国ランキング一定順位以上で獲得など）ことでTIPマネーのプレゼントを受けることができる。
TIPマネーはユーザー口座等からの入金による「チャージマネー」と、アプリ内ボーナスで獲得した「ボーナスマネー」に分かれている。チャージマネーの有効期間は、そのチャージマネー残高が動いた最後の日から3年間となっており、他の競輪投票プラットフォームと比較し長く取られている。「ボーナスマネー」はボーナスマネー残高の増減が動いた最後の日から180日が有効期間となる。

### のっかり
TIPSTARでは、先にTIPマネーを用いた投票を済ませたユーザーの予想に乗って購入することができる「のっかり」のシステムがある。全てのユーザーが一般TIPSTARとして予想を公開することが可能となっており、TIPSTARの名称の由来ともなっている。
レースごとにユーザー名が一覧になっており、ユーザーの予想コメントや投票金額、前日・当日の回収率を参考に選択することができる。のっかるユーザー選択後、そのユーザーの車券を何セット購入するか（メダル・マネーそれぞれで選択できる）を決めるとのっかりベット完了となる。ユーザー名一覧に出てくる予想は全て無料で見放題であり、予想の閲覧に料金がかかるということはない。
一般TIPSTARがTIPマネーで購入した車券が1枚でも的中していた場合、そのレースでのっかりベットされたTIPマネー額の1％が予想を公開した一般TIPSTARに「サンキューボーナス」として還元される。
一般TIPSTARが1レースに車券を公開できるのは一度のみ。車券公開後の買い増しは反映されない。また、車券公開までに一般TIPSTARが他の一般TIPSTARにのっかりベット購入した車券は公開車券には含まれない。
オリジナル配信を実施していた時期は、その配信タレント（公認 TIPSTAR）の買い目にのっかりベットすることも可能であった。

### トレジャーボーナス
的中の有無に関わらず、レース終了後にトレジャーボーナスを受け取ることができる。
TIPマネーで購入した場合は、運が良ければトレジャーボーナスとしてTIPマネーが直接還元されることがあり、マネーが還元されなくても「プライズポイント」を獲得でき、プライズポイントを一定数集めるとTIPマネーと交換が可能である（以前はAmazonギフト等、他サービス用ギフト券とも交換可能だった）。
1レース当たりの購入マネーが多いほど、的中した場合に良い結果が得られる確率が上がるようになっている。
オートレース及びPIST6に存在する単勝式車券は、マルチプレイの対象額に加算されない。

### マルチプレイ
MIXIの人気ゲームモンスターストライク同様、複数のメンバーとのグループ購入（マルチプレイ）にも対応できるようになっている。
マルチプレイは任意のレースで募集することができる。2022年10月5日以降は、マルチプレイ募集者と、そのフレンド登録しているユーザーとの間の2～4名でマルチプレイを組みことができる。
マルチプレイを行った場合、上記のトレジャーボーナスの算定基準がチーム全員の合計ベットマネーとなり、チーム内全員のトレジャーボーナスのマネー・プライズポイントの合計を一人一人が得られることができる。さらにマルチプレイ時だけ出現する「スーパーレアトレジャー」で当選すると、高額のTIPマネーが獲得できる。
2022年10月4日までは、募集者の位置情報によりその募集地点から数キロ圏内のユーザー、またはLINEでの友だちがマルチプレイの対象ユーザーとなっていた。

### マネー還元イベント
毎月1日を含む月内の指定3日間での5万円以上の入金、月内ベット100万円到達時のマネー還元はレギュラー開催されている。
参加ユーザーの中での日間払戻額上位者へのマネー還元、1場ごとに最終レース終了後、単勝・ワイドを除いた5000円以上購入かつ購入レース数に応じた起動確率を突破した場合に始まる「ボーナスorナッシング」で、7つのステージをすべて突破すると対象金額全額がマネー還元される。
これに加え、山分け還元企画もほとんどの期間で実施されている。一部の日程ではミッションを達成すれば定額のTIPマネーが獲得できる企画もある。

### オリジナル配信について（終了）
サービス開始の2020年6月30日から2022年5月31日まで、「TIPSTAR」ではアプリでのみ視聴できる配信番組を制作していた。
3人1組のタレント（お笑い芸人・女性アイドル・競輪タレント・麻雀プロ・レースクイーン等のチーム（公認TIPSTAR）が、開催場の第1レースから最終レースまでを予想していく。グリーンバックのスタジオで行っており、予想中はその開催場の所在地内にある風景画像がバックに付き、レース中は競輪・オートレース場のレース映像が配信されていた。レース結果については着順のみが表示され、払戻金情報は配信されない形だった（公認TIPSTARの的中金額はテロップで表示されていた）。
2021年9月15日までは、複数のTIPSTARチームが特定の開催場について、モーニングレースからミッドナイトレースまで予想を行い（すなわち1回の配信時間は約15時間に及んでいた）、的中金額や同時視聴者数などで競う方式だった。（それ以降もレース開催が中止となった場があった場合は、同一場で複数の公認TIPSTARの配信が行われる場合があった）。
2023年4月24日より、YoutubeにてTIPSTAR公認競輪予想チャンネル『勝利のチャリン娘部』 - YouTubeチャンネルを開設。不定期に配信を行うが、前述のオリジナル配信同様3人1組の出演で、当時のチームがそのまま出演することがある。

### レース中継について
アプリ・ブラウザ内でレースの中継を視聴することができる。場内からの中継については、2023年まではPIST6を除きレースのみ（オートレースは試走も中継）となっていた。PIST6を除いた中継映像は競輪・オートレース場内にて、その場が出すテロップがない状態での映像を受け取り、それからMIXIのデータセンターに伝送している。レース中の出場選手表と残り周回数・STARTやFINISHのテロップはMIXI側で加えて配信していた。受け取り映像の都合上、高松競輪場などでは競輪場のチャンネルで流れる映像と異なるアングルで配信される場もある。また、レース映像は自動で編集できるようになっていた。
2024年より、順次レース以外のパートも配信されるようになり、同年6月までに全場で対応するようになった。レース中継のテロップ等も競輪場内で受け取るものになったが、レース間の映像についてはCS放送・KEIRIN.JPで配信されるものと共通の場もあれば、本場モニター用の映像を配信する場もあり対応が分かれている。
2024年8月より、競輪・オートレースについては購入レース（TIPメダルを含む）のレースハイライト視聴もできるようになった。
PIST6については2021年10月の開幕当初より、PIST6が行っているYouTube配信と同一のものがTIPSTAR内でも配信される。